# Bathylagus tenuis
Bathylagus tenuis is een straalvinnige vissensoort uit de familie van kleinbekken (Bathylagidae). De wetenschappelijke naam van de soort is voor het eerst geldig gepubliceerd in 1986 door Kobyliansky.